# Ржевский, Иван Андреевич Курдюк
Ива́н Андре́евич Рже́вский по прозвищу Курдюк — дворянин и воевода во времена правления Михаила Фёдоровича, Алексея Михайловича и Фёдора Алексеевича.
Из дворянского рода Ржевские. Единственный сын воеводы Андрея Никитича Ржевского (ум. 1610).

## Биография
В 1627—1668 годах в Боярских книгах значится московским дворянином. В 1628 году показан в дворянах Костромской десятни. В марте 1636 года — вторым воеводой в Большом полку, в Туле. В 1637 году объезжик для переписи людей в Москве за Никитскими и Тверскими воротами, кроме стрелецких слобод. В 1638—1639 годах — воевода в Осколе.
В феврале 1646 года отправлен в Ливны с деньгами для раздачи жалования солдатам и драгунам и обо всём докладывать боярину и воеводе Большого полка князю Одоевскому. В 1650—1651 годах сопровождал царицу Марию Ильиничну в Троице-Сергиев монастырь.
В июне 1655 года, послан от Государя из Смоленска воеводою на реку Берёза и в город Борисов, в августе царь Алексей Михайлович, возмущённый бездействием гетмана Б. Хмельницкого, посылал к нему И. А. Ржевского и Г. К. Богданова передать, что давно пора «промышлять над Польским королём», а Крымского хана бояться не стоит, так как от него защищает Малороссию боярин Василий Борисович Шереметев.
В 1656-1557 годах воевода в Борисове. В 1657 году открылось моровое поветрие в Вильне, в Борисовском и Минском уездах, вследствие чего Ржевскому досталось много работы. Пребывая воеводой в Борисове, при нём были описаны, согласно царскому повелению, старые маетности князя Борятинского в Борисовском уезде.
В 1657 году назначен воеводой в Змиёв, откуда отправлял царю отписку и приложил к ней челобитную змиевских черкас о том, что татары их грабят, берут в плен жён и детей, а потому они просят позволить им ходить к татарским юртам, а также по рекам Самаре, Орели и другим. Царь Алексей Михайлович приказал ответить черкасам, чтобы они на татарские юрты ходить не смели.
В мае 1661 года отправлен первым осадным воеводой в Киеве. В апреле 1662 года указано ему из Киева ехать в Москву. В июле 1663 года послан первым воеводою в Терки.
По родословной росписи показан бездетным.